# Allium lachnophyllum
Allium lachnophyllum — вид трав'янистих рослин родини амарилісові (Amaryllidaceae), поширений у Йорданії.

## Поширення
Поширений у Йорданії.
Знайдений в середземноморському чагарнику на крутих схилах.

## Загрози та охорона
Втрата середовища проживання внаслідок урбанізації впливає на частини ареалу виду.
Рекомендується збереження середовища проживання.